# Eremiaphila klunzingeri
Eremiaphila klunzingeri är en bönsyrseart som beskrevs av Werner 1906. Eremiaphila klunzingeri ingår i släktet Eremiaphila och familjen Eremiaphilidae. Inga underarter finns listade i Catalogue of Life.